# Vulchovce
Vulchovce (ukrajinsky Вільхівці nebo Вульхуці, rusínsky Вульховцѣ, maďarsky Irhóc, česky Vulchovce nebo také Oľchovec) jsou obec v okrese Ťačiv, v Zakarpatské oblasti na Ukrajině. Leží u řeky Teresva. V roce 2025 žilo ve Vulchovcích 3374 obyvatel. V celé obci žilo 5241 obyvatel.

## Části obce
- Vulchovce
- Vilchivčyk
- Sasovo

## Vulchovská vesnická komunita (hromada)
Ve Vulchovcích je sídlo jednotného územního společenství Vulchovská vesnická komunita (ukrajinsky Вільховецька сільська громада), ve kterém jsou tyto obce a jejich části:
| Transkripce do latinky                 | Ukrajinský název sídla v azbuce | Maďarsky     |
| Viľchivci (česky: Vulchovce)           | Вільхівці                       | Irhóc        |
| Viľchivci-Lazy (česky: Vulchovce-Lazy) | Вільхівці-Лази                  | Irhóc-Lázi   |
| Vilchivčyk                             | Вільхівчик                      | Olhovcsik    |
| Dobrjanske                             | Добрянське                      | Nyágova      |
| Rakove                                 | Ракове                          | Rakó         |
| Sasovo                                 | Сасово                          | Szálláspatak |

V roce 2018 žilo v celé Vulchovské vesnické komunitě 12 473 obyvatel, a to na území o rozloze 76,77 km².

## Historie
První písemná zmínka pochází z roku 1389, kdy byla obec uvedena pod názvem Ilhoba. Další názvy byly: 1404: Ilhoch; 1406: Ilholcz; 1448: Ilholtz; 1725: Irholcz; 1808: Irholcz, Irhowec, Walchowec, Jalková; 1828: Irholcz, Wulychuwci, Jalowa. Do uzavření Trianonské smlouvy byla obec součástí Uherska, poté po názvem Vulchovce součástí Československa. Ve Vulchovcích byl obecní notariát, četnická stanice a poštovní úřad, který v letech 1921 až 1931 nesl název Oľchovec. V roce 1930 zde žilo 4085 obyvatel, z toho 3269 Rusínů, 774 Židů, 20 Čechů a Slováků, 8 Maďarů a jeden cizozemec.  Od 15. dubna 1939 byla obec součástí samostatného státu Karpatská Ukrajina; o několik dní později bylo Zakarpatí obsazeno maďarskými vojsky. Od roku 1945 obec patřila k Ukrajinské sovětské socialistické republice, která byla součástí SSSR, a nakonec od roku 1991 patří samostatné Ukrajině.

## Osobnosti
- Alexander Chira (1897-1983), řeckokatolický biskup